# Heteronychus puncticollis
Heteronychus puncticollis är en skalbaggsart som beskrevs av William Jack 1923. Heteronychus puncticollis ingår i släktet Heteronychus och familjen Dynastidae. Inga underarter finns listade i Catalogue of Life.